# Марк Нуммій Туск (консул 295 року)
Марк Нуммій Туск (*Marcus Nummius Tuscus, д/н —після 303) — державний діяч Римської імперії.

## Життєпис
Походив з роду Нумміїв. Син Марка Нуммія Туска, консула 258 року. У 295 році був призначений консулом (разом з Анніем Анулліном). У 295–302 роках обіймав посаду curator aquarum et miniciae, був відповідальним за стан римських водогонів. З 19 лютого 302 року до 12 вересня 303 року був посаду префектом Риму. Подальша доля невідома. Ймовірно загинув під час розбрату в імперії, викликаного відставкою Діоклетіана.